# Antonio Bernocchi
Antonio Bernocchi (Castellanza, 17 de enero de 1859 – Milán, 8 de diciembre de 1930) fue un empresario textil, político y mecenas italiano.
Bernocchi reconstruirá la Scala di Milano dos veces: la primera después de la Primera Guerra Mundial y la segunda después de la Segunda Guerra Mundial, ya que fue destruida debido a los bombardeos. Bernocchi, un amante del arte, también se comprometerá en la reconstrucción de la Accademia y la Pinacoteca di Brera, las cuales también resultaron dañadas durante los bombardeos de la Segunda Guerra Mundial. Para esta tarea, confiará la responsabilidad a Piero Portaluppi y Gualtiero Galmanini.

## Biografía
Hijo de Rodolfo Bernocchi y Angela Colombo, apenas acudió a algunos cursos en la Escuela Técnica de Busto Arsizio, sin llegar a obtener ninguna titulación. Junto con sus hermanos Michele y Andrea fue continuador de la empresa paterna, la fábrica de telas «Cotonificio Bernocchi», de la que llegó a ser presidente.
Entre 1901 y 1902 fue alcalde de Legnano. En 1929 fue condecorado como Gran Oficial de la Orden de la Corona de Italia y elegido como senador del reino de Italia.
Falleció en Milán, el 8 de diciembre de 1830. Está enterrado en el cementerio monumental de Milán en un amplio mausoleo obra del arquitecto Alessandro Minali y del escultor Giannino Castiglioni.
Antonio Bernocchi abrió fábricas textiles en Nerviano, Cerro Maggiore y Angera. Además, fundó y financió el Hospital Bernocchi en Legnano, incluyendo la construcción del departamento de cirugía, rehabilitación y la Casa de Cuidado dentro del hospital.

### Filántropo
Antonio Bernocchi fue un conocido filántropo. Tras la derrota italiana en la Batalla de Caporetto, en 1917, de inmediato brindó ayuda moral y material a los soldados creando la organización «La Patria Riconoscente», germen de la  «Opera Nazionale Combattenti», fundada también ese mismo año.
También aportó fondos para la creación o ampliación de hospitales y escuelas en Legnano. En 1930 donó al Municipio de Milán cinco millones de liras para la construcción de la Exposición Internacional Trienal de Artes Decorativas e Industriales Modernas y Arquitectura Moderna (conocida como Trienal de Milán), que fue inaugurada en 1933. Este edificio se llamó más tarde "Palazzo Bernocchi".
También fue benefactor del teatro de La Scala de Milán.